# Макс де Крініс
Максимінус Фрідріх Александер «Макс» де Крініс (нім. Maximinus Friedrich Alexander "Max" de Crinis; 29 травня 1888 — 2 травня 1945) — австрійський і німецький психіатр, доктор медицини, професор, штандартенфюрер СС і оберст медичної служби вермахту.

## Біографія
Учасник Першої світової війни. З 1927 року — професор в Ґраці. В 1931 році вступив у НСДАП. Після вбивства Енгельберта Дольфуса і невдалої спроби нацистського перевороту втік в Німеччину, де очолив університетську психіатричну клініку в Кельні. Серед іншого займався дослідженням шизофренії. 18 лютого 1936 року вступив у СС (посвідчення №276 171). З 1938 року — професор психіатрії в клініці Шаріте. З 1940 року — також медичний радник в Імперському міністерстві наук.
9 листопада 1939 року за запрошенням Вальтера Шелленберга зіграв роль антинациста «оберста Мартіні» у так званому «інциденті у Венло», під час якого були схоплені 2 британських агента, які мали встановити контакт з німецьким Опором.
Крініс зіграв важливу роль в програмі евтаназії Т-4, а також сприяв прийняттю закону про евтаназію. В 1942 році призначений психіатром-консультантом військ СС. В 1944 році призначений науковим радником Карла Брандта. В жовтні того ж року призначений керівником психіатричного інституту Військово-медичної академії і психіатром-консультантом вермахту.
2 травня 1945 року разом із дружиною отруївся ціаністим калієм.

## Звання
- Унтерштурмфюрер СС (18 лютого 1936)
- Оберштурмфюрер СС (20 квітня 1937)
- Гауптштурмфюрер СС (11 вересня 1938)
- Оберст-лейтенант медичної служби (1 лютого 1941)
- Оберст медичної служби (1 грудня 1942)
- Штандартенфюрер СС (1942)

## Нагороди
- Пам'ятна військова медаль (Австрія)
- Цивільний знак СС (1936)
- Почесний хрест ветерана війни з мечами
- Залізний хрест 2-го і 1-го класу (12 листопада 1939) — отримав 2 нагороди одночасно за заслуги в «інциденті у Венло»; вручені особисто Адольфом Гітлером.
- Медаль «За турботу про німецький народ» (1941)
- Золотий партійний знак НСДАП